# NGC 2371
NGC 2371 (také známá jako NGC 2372 nebo NGC 2371-2) je planetární mlhovina v souhvězdí Blíženců. Objevil ji William Herschel 12. března 1785.
Mlhovina leží necelé 2° severně od hvězdy ι Gem, která má hvězdnou velikost 3,8.
Samotná mlhovina má hvězdnou velikost 11,2 a je viditelná až středně velkými dalekohledy. Ústřední hvězda má hvězdnou velikost 15,5 a je tedy mimo dosah běžných hvězdářských dalekohledů. Ústřední hvězda se řadí mezi Wolfovy–Rayetovy hvězdy a její teplota se odhaduje na 160 tisíc Kelvinů.
Mlhovina získala v katalogu NGC dvojí označení NGC 2371 a NGC 2372, protože její objevitel William Herschel zapsal každý z jejích laloků jako samostatný objekt. Stejně ke dvojímu označení přišla i podobná planetární mlhovina Malá činka.